# Lonicera asperifolia
Lonicera asperifolia är en kaprifolväxtart som först beskrevs av Joseph Decaisne, och fick sitt nu gällande namn av Joseph Dalton Hooker och Thoms. Lonicera asperifolia ingår i släktet tryar, och familjen kaprifolväxter. Inga underarter finns listade i Catalogue of Life.